# Твердофазний синтез
Твердофазний синтез (англ. solid-phase synthesis) — спосіб синтезу сполук, що застосовується для створення їхніх бібліотек, при якому використовується тверда підкладка для розділення сполук при синтезі, що спрощує ідентифікацію продуктів реакції.
В ході отримання сполук до полімерної підкладки прикріпляється (іммобілізується, тобто зв'язується хімічним зв'язком) субстрат, часто через зв'язівну ланку (лінкер), щоби далі при взаємодії з реактантом утворити продукт, який залишається зв'язаним з полімерною основою. Після закінчення реакції продукт може бути знятий (відщеплений) з полімерної основи за допомогою простої реакції у м'яких умовах, приміром, відновленням сполучного зв'язку, ацидолізом чи гідролізом.